# Амур чорний
Аму́р чо́рний (Mylopharyngodon piceus) — риба родини Xenocyprididae. Належить до монотипового роду чорний амур (Mylopharyngodon), який раніше зараховувався до складу підродини Squaliobarbinae родини коропових (Cyprinidae).

## Будова
Велика риба, довжина може досягати понад 1 м, вага до 35 кг. Тіло видовжене, спинний та анальний плавці короткі. Рот кінцевий. Луски великі, глоткові зуби масивні, з добре розвинутою жувальною поверхнею. На першій зябровій дузі 18-21 тичинок. У бічній лінії 39-43 лусок. Забарвлення тіла та плавців темне, може бути майже чорне. Росте швидко (до 10 см на рік). Тривалість життя — до 13 років.

## Розповсюдження та спосіб життя
Природна популяція поширена в середній та нижній течії Амуру, в його притоках — Уссурі й Сунгарі, в озері Ханка та в річках Китаю. У кінці ХХ сторіччя успішно акліматизований в Україні, на Північному Кавказі та у Середній Азії. Є прісноводною рибою, але може жити у солонуватій воді. Влітку тримається на ділянках річок з повільною течією та теплою водою, зимує на глибині. Є стенофагом — живиться майже виключно молюсками, черепашки яких легко розчавлює масивними глотковими зубами, доросла особина може з'їсти до 1,5 кг молюсків за день. Також може живитись рачками та личинками комах.

## Розмноження
Статевої зрілості досягає у віці 6 — 7 років, при довжині тіла 65-70 см. Нерест у травні — червні, коли температура води підіймається вище 20°С. Ікра пелагічна, відкладається на течії, у воді вона набухає та розвиваючись, пливе вниз по течії. Якщо ікра потрапляє у стоячу воду, вона гине.

## Значення
Цінна промислова риба, але смакові якості м'яса поступаються якостям білого амура. Є популярним об'єктом штучного розведення у деяких країнах (зокрема у Китаї), внаслідок здатності до швидкого росту. Також є природним санітаром, оскільки живиться молюсками, які можуть бути проміжними носіями паразитів, зокрема збудника шистосомного церкаріозу.